# GQ Вовка b
GQ Вовка b (або GQ Вовка B) — астрономічний об'єкт, який може бути екзопланетою, коричневим карликом або субкоричневим карликом. Він обертається навколо молодої зорі GQ Вовка, що розташована в сузір'ї Вовка. Про його відкриття оголосили у квітні 2005 року — менш ніж за місяць до підтвердження існування іншого подібного об'єкта, 2M1207b. Цей об'єкт став одним із перших кандидатів в екзопланети, які вдалося отримати на прямому зображенні. Фотографію GQ Вовка b зробили 25 червня 2004 року за допомогою Дуже Великий Телескоп (VLT) — одного з найпотужніших телескопів у світі, що розташований у Чилі, в обсерваторії Паранал.

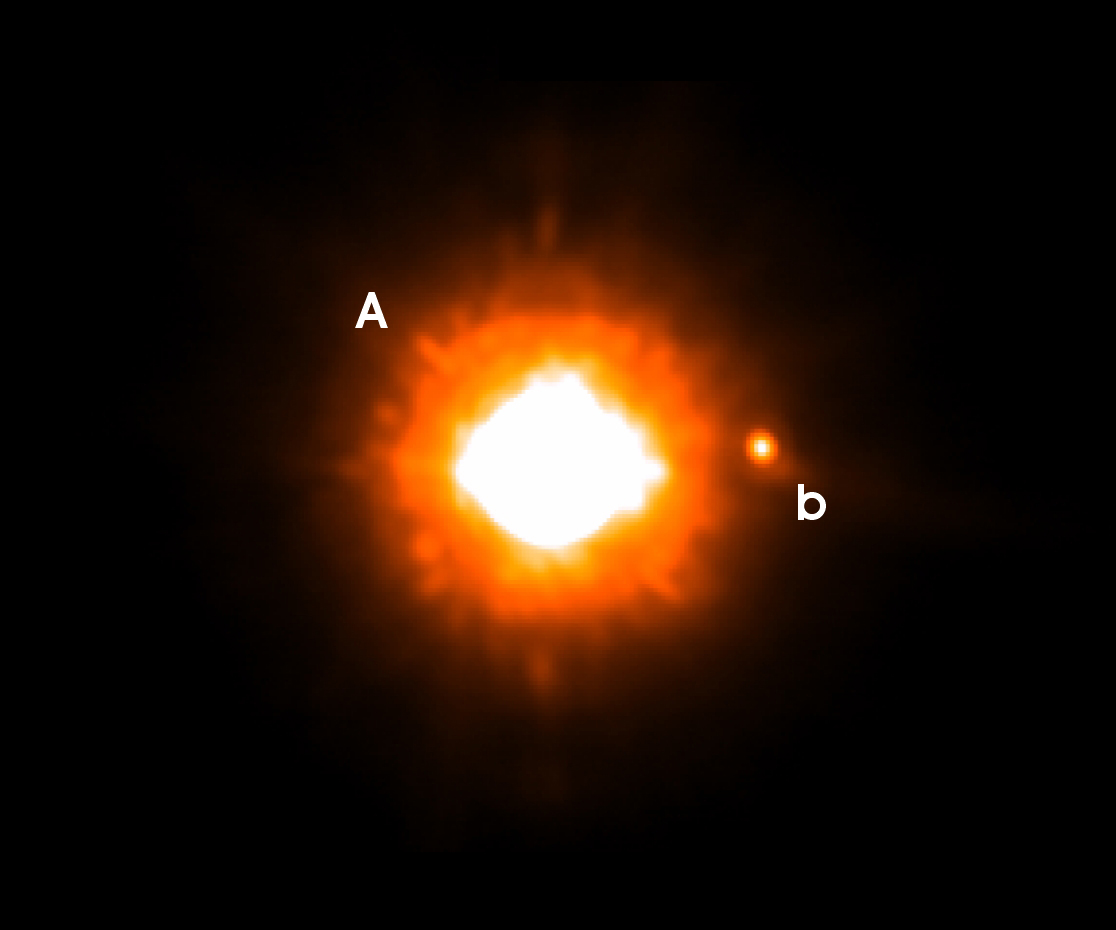
Зображення GQ Вовка, зроблене VLT NACO

GQ Вовка b має спектральний клас у діапазоні M6–L0, що вказує на температуру від 2050 до 2650 К. Це означає, що він є досить гарячим об'єктом, значно теплішим за типові газові гіганти Сонячної системи. GQ Вовка b знаходиться приблизно на відстані 100 астрономічних одиниць (а.о.) від своєї зорі. Це у понад три рази далі, ніж Нептун від Сонця. Орбітальний період цього об'єкта оцінюється приблизно у 1200 років, хоча через велику відстань і тривалість обертання точні дані про його орбіту поки що важко отримати. Маса GQ Вовка b залишається невизначеною через обмеження сучасних теоретичних моделей для молодих зоряних систем. Оцінки варіюються від кількох мас Юпітера до 36 мас Юпітера. Якщо його маса перевищує приблизно 13 мас Юпітера, то це може бути коричневий карлик — об'єкт, масивніший за планети, але недостатньо важкий, щоб розпочати термоядерне горіння водню, як зорі. Якщо ж його маса знаходиться ближче до нижньої межі оцінок, то GQ Вовка b можна класифікувати як дуже масивну екзопланету. Станом на 2006 рік Робоча група Міжнародного астрономічного союзу з екзопланет описувала його як «ймовірного супутника планетної маси молодої зорі». Проте в 2020 році GQ Вовка b вже було офіційно включено до списку підтверджених екзопланет.

## Акреційний диск
У 2007 році астрономи, використовуючи Дуже Великий Телескоп (VLT), вперше виявили випромінювання водню в ближньому інфрачервоному діапазоні. Це стало важливим доказом того, що GQ Вовка b все ще накопичує матеріал із навколишнього середовища, тобто знаходиться в процесі акреції. Спостереження за допомогою радіотелескопа ВМРА не виявили самого навколопланетного диска. Це може означати, що диск або дуже розсіяний, або його матеріал уже значною мірою перейшов на сам об'єкт.
Додаткові аналізи даних з VLT показали, що орбіта GQ Вовка b має нахил 84 ± 9° щодо навколозоряного диска. Це свідчить про те, що формування цього об'єкта могло відбуватися у бурхливому середовищі, ймовірно, із суттєвими гравітаційними збуреннями. Вважається, що диск навколо GQ Вовка b знаходиться в перехідному стані, коли у ньому вже утворилися прогалини, можливо, через формування супутників — потенційних екзомісяців. Оцінки показують, що GQ Вовка продовжує нарощувати масу з темпом 10−6.5 маси Юпітера на рік. Спостереження за допомогою телескопа Джеймс Вебб (JWST) у середньому інфрачервоному діапазоні не виявили очікуваних силікатних особливостей у диску. Це може означати, що пилові частинки в ньому зросли у розмірах та осіли, а внутрішня порожнина диска виявилася більшою, ніж прогнозувалося. Це може бути наслідком інтенсивного випаровування або впливу процесів формування супутників.